# Ravni kotari
Ravni kotari su zemljopisno područje u Hrvatskoj smješteno u sjevernoj Dalmaciji. Administrativno se nalaze većim dijelom u Zadarskoj, a manjim, jugoistočnim, u Šibensko-kninskoj županiji. 

## Zemljopis
Prostiru se od Bukovice, Benkovca i Novigradskog mora na sjeveroistoku do tankog priobalnog pojasa od Zadra do Skradina (ušća Krke) na jugozapadu, odnosno od zaleđa Zadra na zapadu do zaleđa Skradina na istoku. Najplodniji su dio dalmatinskog primorja. Administrativno središte je Benkovac kao jedini grad, makar se nalazi na istočnom rubu Ravnih kotara. Najviša točka je vrh Standardac na 305 metara nadmorske visine.

## Povijest
Najstariji arheološki nalazi na ovom području datiraju iz 5. tisućljeća pr. Kr. iz vremena danilske kulture, a nađeni su na lokalitetu Smilčić nedaleko od Benkovca.
Tragovi liburnske prisutnosti nalaze se na lokalitetima Nedinum (Nadin), Corinium (Karin), Varvaria (Bribir) i Asseria (Podgrađe), dok je rimska građevinska ostavština pronađena na području Stankovaca, Benkovca i Miranja. Kršćanstvo se, na području Ravnih kotara, počelo širiti u 4. stoljeću, a prve crkve datiraju iz 5. i 6. stoljeća.
Nakon doseljenja Hrvata na ovo područje u ranom srednjm vijeku, Ravni kotari se nalaze podijeljeni između starohrvatskih županija Ninske, Lučke, Sidraške i Bribirske, koje u 10. stoljeću spominje bizantski car Konstantin VII. Porfirogenet u svom djelu O upravljanju Carstvom. Do turskih provala Ravni kotari su se nazivali V Hrvatih, u značenju »zemlja Hrvata«. Tu su se nalazila značajna srednjovjekovna hrvatska središta poput Nina, Karina, Ostrovice i Bribira, a tu je svoje posjede imalo i više hrvatskih plemićkih rodova (Bribirski, Karinjani, Jamometi, Mogorovići, Gusići).
U mjestu Šopot kod Benkovca pronađeni su ostaci starohrvatske crkvice iz 9. stoljeća te fragment oltarne pregrade s natpisom i imenom kneza Branimira (879. – 892.). Na području Vrane podignut je sredinom 11. stoljeća benediktinski samostan sv. Grgura koji je kralj Dmitar Zvonimir (1075. – 1089.) predao rimskom papi i koji je od druge polovice 12. stoljeća bio sjedište vitezova templara.
Početkom 15. stoljeća Ravni kotari su potpali pod vlast Mletačke Republike koja obnavlja niz utvrđenja na tom području (Korlat, Kličevica, Benkovac, Perušić, Vrana, Novigrad i Ljubač). Do 16. stoljeća teritorij Ravnih kotara je podijeljen između Venecije i Osmanlija, i u tom vremenu dolazi do promjene demografskog stanja na tom području. Početkom 18. stoljeća Ravni kotari su oslobođeni od turske okupacije, a krajem istog stoljeća našli su se u sastavu Habsburške monarhije, kasnije Austro-Ugarske.
Godine 1918. Ravni kotari su s ostatkom hrvatskih zemalja ušli su Kraljevinu SHS, kasnije Kraljevinu Jugoslaviju, da bi nakon propasti komunističke Jugoslavije početkom 90-ih 20. stoljeća ušli u sastav neovisne Republike Hrvatske. Tijekom Domovinskog rata Ravni kotari su većim dijelom bili pod okupacijom pobunjenih Srba.

## Prometni položaj
Povoljan je prometni položaj na mjestu gdje se križaju ceste koje vode iz Zadra prema Kninu te iz Like prema moru. Taj položaj je još više naglašen u 20. stoljeću izgradnjom željezničke pruge Zadar – Knin (1966. godine), te posebno autoceste A1 Zagreb – Split (2005.), koja prolazi kraj Benkovca. U Ravnim kotarima nalazi se Zračna luka Zadar u Zemuniku Donjem.

## Stanovništvo
Prije Domovinskog rata, stanovništvo je bilo mješovito hrvatsko i srpsko. Tijekom rata bilo je iseljavanja i stradavanja. Nakon oslobađanja okupiranih područja u Operaciji Oluja 1995. godine, većinsko je hrvatsko stanovništvo.

## Znamenitosti
- Arheološko nalazište Smilčić.
- Arheološki lokaliteti na Budimu i Gradini, Podgradina.[2]
- Greda i zabat s natpisom kneza Branimira u Šopotu iz 879. godine.
- Kula Stojana Jankovića u Islamu Grčkom.
- Kaštel Benković u Benkovcu.
- Obiteljska kapela Meštrović na groblju u Benkovcu.

## Poznate osobe
- Borislav Dević (1963. – 2023.), atletičar.
- Šime Đodan (1927. – 2007.), političar i ekonomist.
- Drago Krpina (* 1960.), političar i pjesnik.
- Martin Posedarski († 1601.), knez i uskok.
- Ivan Katuša (* 1983.), rukometaš, osvajač zlatne medalje na OI za gluhe.[3]
- Jurica Žuža (* 1978.), hrvatski košarkaški trener i bivši košarkaš.